# Galium stenophyllum
Galium stenophyllum är en måreväxtart som beskrevs av John Gilbert Baker. Galium stenophyllum ingår i släktet måror, och familjen måreväxter. Inga underarter finns listade i Catalogue of Life.